# Кагава
Кагава (на японски: 香川県, по английската Система на Хепбърн Kagawa-ken, Кагава-кен) е една от 47-те префектури на Япония, разположена на остров Шикоку. Префектура Кагава има население от 949 358 (към 2020 г.) и е най-малката префектура по географска площ, 1877 квадратни километра (725  кв. мили ).Префектура Кагава граничи с префектура Ехиме на югозапад и префектура Токушима на юг. Град Такамацу е административният център на префектурата. Други големи градове са Маругаме, Митойо и Канонджи. Префектура Кагава се намира на вътрешното море Сето срещу префектура Окаяма на остров Хоншу, който е свързан с Големия мост Сето. Префектура Кагава включва остров Шодошима, вторият по големина остров във вътрешно море Сето , а южната сухопътна граница на префектурата с префектура Токушима се формира от планините Сануки.

## История
Кагава преди е била известна като провинция Сануки.
За кратък период между август 1876 г. и декември 1888 г. Кагава става част от префектура Ехиме.

## Битката при Яшима
Разположена в столицата на Кагава, Такамацу, планината Яшима е била бойното поле за една от най-известните битки между кланове Хейке и Генджи.

## География
Кагава граничи с префектура Ехиме на запад и префектура Токушима на юг, има брегова линия чрез вътрешното море Сето с префектура Окаяма и Кансай. Планините Сануки минават по южната граница.
В момента Кагава е най-малката префектура по площ в Япония. Кагава е сравнително тясна префектура, разположена между планините Шикоку и морето.
От 1 април 2012 г. 11% от общата земна площ на префектурата е определена като природни паркове.

## Градове
Осем града се намират в префектура Кагава: Хигашикагава, Канонджи, Маругаме, Митойо, Сакаиде, Сануки и Такамацу. Градовете са организирани в пет района. Много от тях са създадени след 1999 г. чрез сливания, които са част от националните усилия за намаляване на броя на малките градове и села.

## Икономика
Кагава има номинален БВП от приблизително 3,802 милиарда йени. Основните индустрии на Кагава са транспортно оборудване, електрическо оборудване, химически продукти, машини, минерални горива, промишлени стоки, суровини и хранителни продукти.

## Храни
Сануки удон (вид юфка) е най-известната местна храна в префектура Кагава. През 2008 г. само в тази префектура има над 700 ресторанта, предлагащи удон.
Освен с удон, Кагава е известен и с "хоне-цуки-дори", подправено пилешко бутче. Произхождащо от град Маругаме, ястието вече се е превърнало в популярно ястие в ресторантите в цялата страна.
Маслините и продуктите, свързани с маслините, също са известни храни в Кагава. Кагава е на първото място в Япония за успешно отглеждане на маслини и произвежда продукти, свързани с маслини от 1908 г. Кагава печели местни и международни награди за качеството на своя зехтин. Отпадъчните органични вещества от пресоването на маслини се използват като храна за едър рогат добитък и жълтоопашата кехлибарка /вид голяма риба/. Поради високото количество полифенол в маслиновите отпадъци, месото не се окислява и не губи лесно цвета си.

## Университети
- Университет Кагава в Такамацу
- Префектурен колеж по здравни науки Кагава
- Университет Шикоку Гакуин в Зенцуджи
- Университет Такамацу
- Университет Токушима Бунри в Сануки